# Listă de formații nu metal
Acesta este o listă de formații nu metal notabile.

## Lista
| - 40 Below Summer - 36 Crazyfists - 4Lyn - 3rd Strike - A - Adema - Alien Ant Farm - Amen - American Head Charge - Aqme - Apartment 26 - Carajo - Clawfinger - Coal Chamber - Cold - Chimaira - Crazy Town - Creed - D'espairsRay - Damageplan - Deadsy - Defenestration - Deftones - Depswa - Demon Hunter - Dir En Grey - Disturbed - Devildriver - Dope - Drowning Pool - Dry Kill Logic - Endo - Eths - Evanescence - Exilia - Factory 81 - Flaw - Flyleaf - Flymore - Fury of Five | - Glassjaw - Godhead - Godsmack - Guano Apes - H-Blockx - Hed PE - Hollywood Undead - Human Waste Project - Ill Niño - Incubus - In Flames - Insane Clown Posse - Jane's Addiction - Karnivool - Kid Rock - Kill II This - Kittie - Korn - Lifer - Limp Bizkit - Linea 77 - Linkin Park - Living Sacrifice - Lostprophets - Machine Head - Marilyn Manson - Maximum the Hormone - Methods of Mayhem - Mnemic - Mudvayne - Mushroomhead - My Ruin - My Ticket Home - No One - Nonpoint - Nothingface - One Minute Silence - Orgy - Otep - Of Mice & Men | - Papa Roach - A Perfect Circle - Pleymo - Pitchshifter - POD - Powerman 5000 - Pre Thing - Primer 55 - Primus - Project 86 - Puddle of Mudd - Puya - Rage Against the Machine - Raging Speedhorn - Rob Zombie - Saliva - Sepultura - Sevendust - Skillet - Skindred - Skinlab - Skrape - Slaves on Dope - Slayer - Slipknot - Snot - Soil - Soilwork - Soulfly - Spineshank - Staind - Static-X - Stereomud - Sum 41 - Sw1tched - Synthetic Breed - System of a Down - Taproot - Thousand Foot Krutch - Trapt - Tura Satana - Twisted Method - Twiztid - The Union Underground - Unloco - Vanilla Ice - Videodrone - Brian "Head" Welch |